# Tall Abjad (poddystrykt)
Tall Abjad – jedna z 3 jednostek administracyjnych trzeciego rzędu (nahijja) dystryktu Tall Abjad w muhafazie Ar-Rakka w Syrii.
W 2004 roku poddystrykt zamieszkiwało 44 671 osób.